# 国兼川
国兼川（くにかねがわ）は、江の川水系馬洗川支流の一級河川である。位置：北緯34度48分13.7秒 東経132度55分40.9秒 / 北緯34.803806度 東経132.928028度座標: 北緯34度48分13.7秒 東経132度55分40.9秒 / 北緯34.803806度 東経132.928028度（じんぎ橋付近）。
この川は，広島県庄原市の国兼池（くにかねいけ、国営備北丘陵公園の中）付近を源とし、広島県三次市向江田町（及び対岸の高杉町）で馬洗川（ばせんがわ）に合流する。
この川名には、1646年（正保3年）国兼池の構築後，堤防が度重なって決壊したことからお国、お兼という2名の姉妹を人柱にして堤防を築いた後、その決壊がおさまったという悲しい伝説がある。